# Aleksander Mickiewicz
Aleksander Julian Mickiewicz (ur. 1801 w Nowogródku, zm. 16 listopada 1871 w Guberni pod Kobryniem) – polski wykładowca, młodszy brat Adama Mickiewicza.

## Dzieciństwo i nauka
Był trzecim synem Mikołaja i Barbary z Majewskich Mickiewiczów. Po ukończeniu gimnazjum w rodzinnym mieście studiował na wydziale prawnym Uniwersytetu Wileńskiego (1819–1826). W 1822 roku zdobył nagrodę za pracę o wpływie prawodawstwa rzymskiego na prawo polskie i litewskie. Rozprawę, opatrzoną przypisami Joachima Lelewela, opublikowano w „Dzienniku Warszawskim”. Był także aktywnym członkiem Towarzystwa Filaretów oraz Związku Filadelfistów. Za to został aresztowany przez władze rosyjskie i uwięziony na pięć miesięcy. Nikogo nie wydał, z braku dowodów nie został skazany na zesłanie. Z dyplomem magistra praw wyjechał na kilka miesięcy do Petersburga, odwiedził też w Moskwie Adama, tworzącego wówczas ostatnie strofy Konrada Wallenroda. Bracia nigdy więcej się nie spotkali.

## Działalność dydaktyczna
Aleksander Mickiewicz został wykładowcą prawa polskiego, litewskiego i rzymskiego w Liceum Krzemienieckim. Po zlikwidowaniu Liceum został przez władze carskie przeniesiony do Kijowa, gdzie w 1835 roku objął katedrę prawa rzymskiego na Uniwersytecie św. Włodzimierza. Ponownie zmuszony do zmiany uczelni, zamieszkał w Charkowie. W 1840 roku pojął za żonę córkę sędziego nowogródzkiego Teresę Terajewiczównę, z którą miał dwoje dzieci – Franciszka i Marię.

## Powrót na Litwę

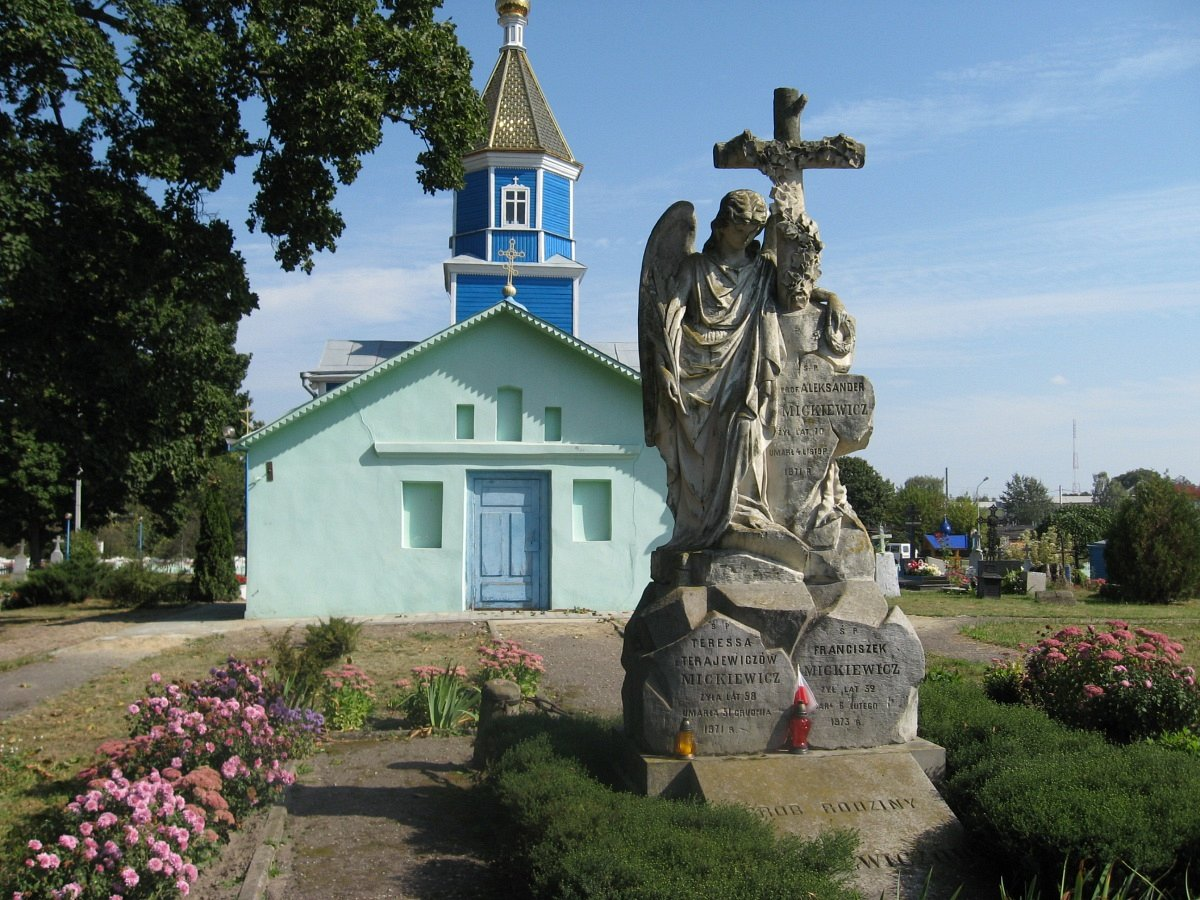
Grób Aleksandra Mickiewicza na starym cmentarzu katolickim w Kobryniu

Około 1859 roku powrócił na Litwę z zamiarem odkupienia Zaosia lub rodzinnego domu w Nowogródku, skonfiskowanego w ramach represji za udział najstarszego brata Franciszka w powstaniu listopadowym. Plany się nie powiodły, nabył więc niewielki majątek Gubernia pod Kobryniem na Polesiu. Mieszkał tam do końca życia, zajmując się gospodarstwem i pracą naukową. Przygotowywał do druku Encyklopedię prawa oraz Kurs prawa rzymskiego. Pod koniec życia niemal całkowicie stracił wzrok. Upadek powstania styczniowego, w którym brał udział jego syn, i zabiegi o utrzymanie majątku jeszcze bardziej podkopały jego zdrowie – zmarł w Guberni koło Kobrynia 16 listopada 1871 roku.
Został pochowany na cmentarzu katolickim w Kobryniu, dziewiętnastowieczny nagrobek przetrwał.